# 笠郎女
笠郎女（かさのいらつめ）は奈良時代中期の歌人。生没年未詳。一説には笠金村の娘。大伴家持とかかわりのあった十余人の女性のひとりで、同時代では大伴坂上郎女とならび称される女性歌人。『万葉集』巻三、巻四、巻八に計29首の歌が収載されている。内訳は、譬喩歌3首、相聞歌24首、春および秋の相聞各1首。いずれも家持に贈った歌である。

## 巻三（譬喩歌）
--笠郎女が大伴宿禰家持に贈れる歌三首
- 託馬野（つくまぬ）に 生（お）ふる紫草（むらさき） 衣染め 未だ着ずして 色に出にけり（395）
- 陸奥（みちのく）の 真野[2]の草原（かやはら） 遠けども 面影にして 見ゆちふものを（396）
- 奥山の 磐本菅（いはもとすげ）を 根深めて 結びし心 忘れかねつも（397）

## 巻四（相聞）
--笠女郎が大伴宿禰家持に贈れる歌廿四首
- 我が形見 見つつ偲はせ 荒玉の 年の緒長く 我も偲はむ（587）
- 白鳥の 飛羽（とば）山松の 待ちつつぞ 吾（あ）が恋ひ渡る この月ごろを（588）
- 衣手を 折り廻（た）む里に ある吾を 知らずぞ人は 待てど来ずける（589）
- あら玉の 年の経ぬれば 今しはと ゆめよ我が背子 我が名告（の）らすな（590）
- 我が思ひを 人に知らせや 玉くしげ 開きあけつと 夢（いめ）にし見ゆる（591）
- 闇の夜に 鳴くなる鶴の 外（よそ）のみに 聞きつつかあらむ 逢ふとはなしに（592）
- 君に恋ひ 甚（いた）もすべ無み 奈良山の 小松がもとに 立ち嘆くかも（593）
- 我が屋戸（やと）の 夕蔭草の 白露の 消（け）ぬがにもとな 思ほゆるかも（594）
- 我が命の 全（また）けむ限り 忘れめや いや日に異（け）には 思ひ増すとも（595）
- 八百日（やほか）往く 浜の真砂も 吾が恋に あに勝らじか 沖つ島守（596）
- うつせみの 人目を繁み 石橋の 間近き君に 恋ひ渡るかも（597）
- 恋にもぞ 人は死にする 水無瀬（みなせ）河 下ゆ我痩す 月に日に異（け）に（598）
- 朝霧の 鬱（おほ）に相見し 人故に 命死ぬべく 恋ひ渡るかも（599）
- 伊勢の海の 磯もとどろに 寄する波 畏き人に 恋ひ渡るかも（600）
- 心ゆも吾は 思（も）はざりき 山河も 隔たらなくに かく恋ひむとは（601）
- 夕されば 物思（も）ひ増さる 見し人の 言問ふ姿 面影にして（602）
- 思ふにし 死にするものに あらませば 千たびぞ我は 死に還らまし（603）
- 剣太刀 身に取り添ふと 夢に見つ 何の徴（しるし）そも 君に逢はむため（604）
- 天地（あめつち）の 神し理（ことわり） 無くばこそ 我が思（も）ふ君に 逢はず死にせめ（605）
- 我も思ふ 人もな忘れ 多奈和丹 浦吹く風の やむ時無かれ（606）
- 皆人を 寝よとの鐘は 打つなれど 君をし思（も）へば 寝（い）ねかてぬかも（607）
- 相思はぬ 人を思ふは 大寺の 餓鬼の後（しりへ）に 額（ぬか）づくごとし（608）
- 情（こころ）ゆも 我（あ）は 思（も）はざりき 又更に 我が故郷（ふるさと）に 還り来むとは（609）
- 近くあれば 見ねどもあるを いや遠く 君がいまさば 有りかてましも（610）

## 巻八（相聞）
--笠女郎が大伴家持に贈れる歌一首
- 水鳥の 鴨の羽色の 春山の おほつかなくも 思ほゆるかも（1451）

--笠女郎が大伴宿禰家持に贈れる歌一首
- 朝ごとに 見る我が屋戸の 撫子（なでしこ）が 花にも君は ありこせぬかも（1616）

## 作品の周辺
森鷗外らが訳詩集『於母影』（1889年）を出すにあたって、396番歌を題名の典拠としたことはよく知られる。また、594番歌を本歌取りしたものに、
- 庭に生ふる ゆふかげ草の した露や 暮を待つ間の 涙なるらむ（藤原道経、新古今和歌集巻第十三、恋三、1190）

608番歌を本歌取りしたものに、
- 行く水に 数書くよりも はかなきは 思はぬ人を 思ふなりけり （よみ人知らず、古今和歌集恋一、522）

がある。